# Tabladillo (Cantabria)
Tabladillo es una localidad del municipio de Arredondo (Cantabria, España). En el año 2008 contaba con una población de 45 habitantes (INE). Esta localidad está situada a 377 metros de altitud sobre el nivel del mar, y a 5,5 kilómetros de la capital municipal, Arredondo.
- Datos: Q6137788